# Mircea Monroe

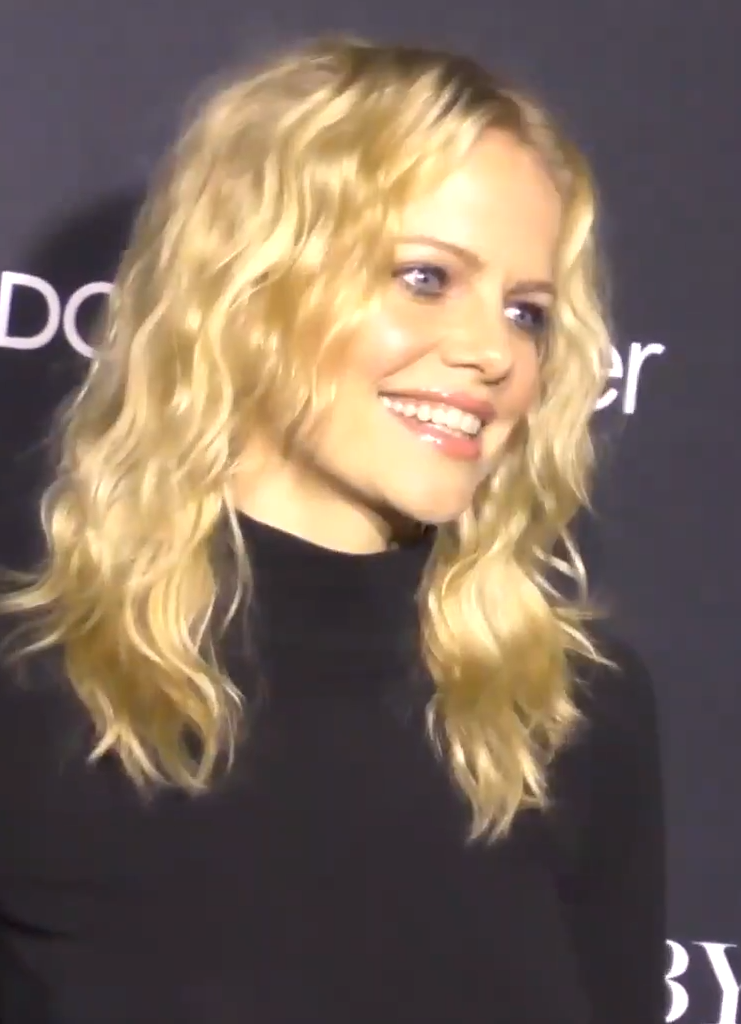
Mircea Monroe (2016)

Mircea Monroe (* 11. März 1982 in St. Louis, Missouri) ist eine US-amerikanische Schauspielerin.

## Leben und Karriere
Monroe wurde in St. Louis, Missouri geboren. Ihr Vater arbeitete für die Vereinten Nationen und war auf Salomonen und Fidschi stationiert und verbrachte daher einen Teil ihrer Kindheit im Südpazifik. In ihrer Kindheit besaß die Familie keinen Fernseher oder Radio. Nach mehreren Umzügen nach Michigan und Virginia, ließ sie sich in Los Angeles nieder, um eine Karriere als Schauspielerin zu beginnen. Im September 2004 war sie auf dem Cover der US-amerikanischen Zeitschrift Maxim.
Ihre erste Rolle hatte sie 2004 in dem Actionfilm Final Call – Wenn er auflegt, muss sie sterben, mit Kim Basinger in der Hauptrolle, von David R. Ellis. Darin verkörperte sie eine Freundin von Jessica Biels Rolle. Im Jahr darauf verkörperte sie gemeinsam mit Susan Ward eine Prostituierte in der Komödie Wild X-Mas, wobei Ryan Reynolds und Amy Smart in den Hauptrollen zu sehen sind. Die Rollen der Prostituierten wurden nicht im Abspann gelistet. In der Fortsetzung zu House of the Dead, einem Horrorfilm von Michael Hurst, spielte sie die Rolle der Sarah Curtis. Als Reporterin im Park stand sie in dem Thriller The Contract vor der Kamera. Im Jahr 2007 erhielt sie die Rolle Ellie Laird in der Serie Drive für sechs Folgen, bevor sie je einen Gastauftritt für eine Folge in Scrubs – Die Anfänger und Rules of Engagement hatte. 2008 erhielt sie die Rolle der Maya in Dave Paynes Horrorfilm No Man’s Land: The Rise of Reeker. In zwei Folgen der US-amerikanischen CBS-Serie Without a Trace sah man sie als Isabella Tyler. Im gleichen Jahr verkörperte sie in der Direct-to-DVD-Produktion Into the Blue 2 – Das goldene Riff die Rolle der Taucherin Kimi Milligan. Der Film ist eine Fortsetzung von Into the Blue mit Paul Walker und Jessica Alba. In der Videospielverfilmung Tekken, einer US-amerikanisch-japanischen Koproduktion, verkörperte sie die Kämpferin Kara. In der Komödie The Super-Bad Movie – 41 Jahre und Jungfrau spielte Monroe die Hauptrolle Sarah Marshall. In Wie ausgewechselt, mit Ryan Reynolds, Jason Bateman, Leslie Mann und Olivia Wilde, mimte sie den Charakter Tatiana. In Steven Soderberghs Drama Magic Mike, das lose auf den Erlebnissen des Hauptdarstellers Channing Tatum beruht, der im Alter von 19 Jahren in Tampa, Florida als Stripper arbeitete, verkörperte Monroe die Frau von Matthew Bomers Charakter. Neben Bomer spielte sie noch im gleichen Jahr, in einer Folge, der US-amerikanischen Krimiserie White Collar.

## Filmografie (Auswahl)
- 2004: Final Call – Wenn er auflegt, muss sie sterben (Cellular)
- 2005: All Souls Day: Dia de los muertos
- 2005: Wild X-Mas
- 2005: House of the Dead II
- 2006: The Contract
- 2007: Drive (Fernsehserie, 6 Folgen)
- 2007: Scrubs – Die Anfänger (Scrubs, Fernsehserie, Folge 6x14 Mein scharfes Kindermädchen)
- 2007: Rules of Engagement (Fernsehserie, Folge 2x04 Der Kerle-Code)
- 2008: No Man’s Land: The Rise of Reeker
- 2009: Without a Trace – Spurlos verschwunden (Without a Trace, Fernsehserie, 2 Folgen)
- 2009: Into the Blue 2 – Das goldene Riff (Into the Blue 2: The Reef)
- 2010: Tekken
- 2010: Supernatural (Fernsehserie, Folge 5x19 Hammer of the Gods)
- 2010: The Super-Bad Movie – 41 Jahre und Jungfrau (The 41-Year-Old Virgin Who Knocked Up Sarah Marshall and Felt Superbad About It)
- 2010: Miami Medical (Fernsehserie, 2 Folgen)
- 2011: Wie ausgewechselt (The Change-Up)
- 2011: Chuck (Fernsehserie, Folge 4x15 Chuck gegen die Miezen)
- 2011–2015: Hart of Dixie (Fernsehserie, 25 Folgen)
- 2011–2017: Episodes (Fernsehserie, 39 Folgen)
- 2012: Magic Mike
- 2012: White Collar (Fernsehserie, Folge 4x06 Identity Crisis)
- 2012: The Mentalist (Fernsehserie, Folge 5x07 If It Bleeds, It Leads)
- 2012: Men at Work (Fernsehserie, Folge 1x06 Crazy for Milo)
- 2013: Anger Management (Fernsehserie, Folge 2x24 Charlie and His New Friend with Benefits)
- 2013: How I Met Your Mother (Fernsehserie, Folge 8x21 Romeward Bound)
- 2013: Slightly Single in L.A.
- 2014: To the Bridge (Fernsehserie, Folge 1x01 Pilot)
- 2014: Enlisted (Fernsehserie, Folge 1x06 Brothers and Sister)
- 2014: Sullivan & Son (Fernsehserie, Folge 3x12 A Kiss Is Never Just a Kiss)
- 2014: Nicky, Ricky, Dicky & Dawn (Fernsehserie, Folge 1x03 Get Sporty-er!)
- 2014: The Other Hef (Fernsehserie, 8 Folgen)
- 2015: Odd Couple (Fernsehserie, Folge 1x11 Jealous Island)
- 2015: Significant Mother (Fernsehserie, Folge 1x06 Get Forked)
- 2015–2016: Impastor (Fernsehserie, 20 Folgen)
- 2016: Fifty Shades of Black
- 2016: Sing It! (Fernsehserie, 10 Folgen)
- 2018: Book Club – Das Beste kommt noch (Book Club)
- 2018: Grace
- 2018–2023: The Rookie (Fernsehserie, 7 Folgen)
- 2020: The Opening Act
- 2021: Masquerade
- 2024: The Outlaws (Fernsehserie, 2 Folgen)